# Moitron
Moitron ist eine französische Gemeinde mit 55 Einwohnern (Stand 1. Januar 2022) im Département Côte-d’Or in der Region Bourgogne-Franche-Comté. Sie gehört zum Kanton Châtillon-sur-Seine und zum Arrondissement Montbard.

## Geografie
Die ehemalige Route nationale 454 führt über Moitron.
Nachbargemeinden sind Montmoyen im Norden, Saint-Broing-les-Moines im Nordosten, Minot im Südosten, Étalante im Süden und Aignay-le-Duc im Westen.

## Siehe auch

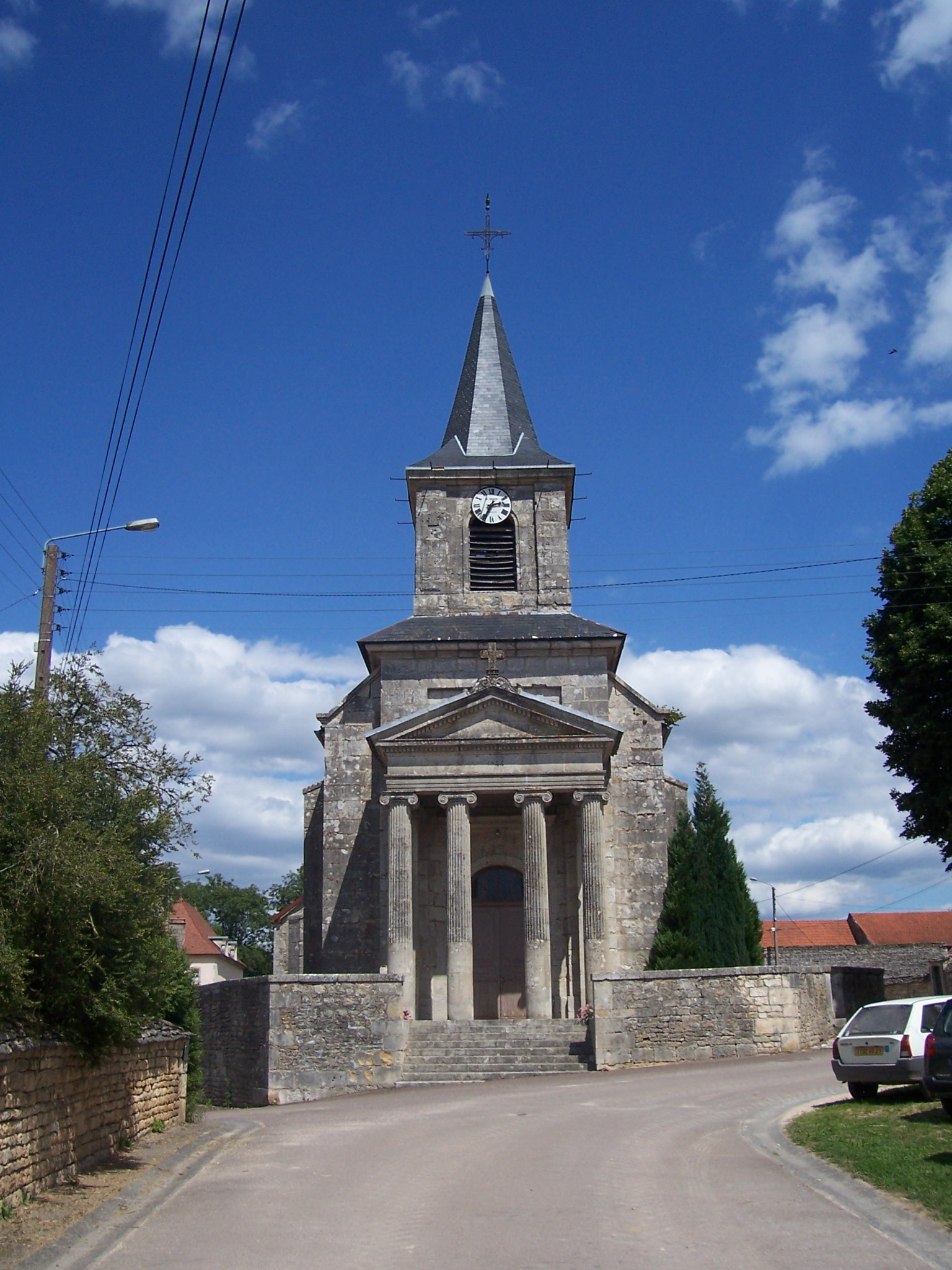
Kirche Saint-Léger, seit 1991 ein Monument historique

## Bevölkerungsentwicklung
| Jahr                       | 1962 | 1968 | 1975 | 1982 | 1990 | 1999 | 2008 | 2015 |
| -------------------------- | ---- | ---- | ---- | ---- | ---- | ---- | ---- | ---- |
| Einwohner                  | 90   | 89   | 85   | 74   | 58   | 47   | 58   | 61   |
| Quellen: Cassini und INSEE |      |      |      |      |      |      |      |      |